# Episodi di Law & Order - Unità vittime speciali (diciannovesima stagione)

Il cast principale durante la diciannovesima stagione: Raúl Esparza (viceprocuratore Rafael Barba), Ice-T (Det. Odafin Tutuola), Mariska Hargitay (Ten. Olivia Benson), Kelli Giddish (Det. Amanda Rollins) e Peter Scanavino (Det. Dominick "Sonny" Carisi Jr.).

La diciannovesima stagione della serie televisiva Law & Order - Unità vittime speciali, composta da 24 episodi, è stata trasmessa in prima visione negli Stati Uniti da NBC dal 27 settembre 2017 al 23 maggio 2018.
In Italia la prima parte della stagione (episodi 1-10) è stata trasmessa in prima visione dall'11 febbraio al 15 aprile 2018 su Premium Crime. La seconda parte della stagione (episodi 11-24) è stata trasmessa in prima visione sulla stessa rete dal 12 agosto all'11 novembre 2018. In chiaro è stata trasmessa dal 7 marzo al 23 maggio 2019 da TOP Crime.
| nº | Titolo originale         | Titolo italiano           | Prima TV USA      | Prima TV Italia   |
| -- | ------------------------ | ------------------------- | ----------------- | ----------------- |
| 1  | Gone Fishin              | Pesca grossa              | 27 settembre 2017 | 11 febbraio 2018  |
| 2  | Mood                     | Musica d'atmosfera        | 4 ottobre 2017    | 18 febbraio 2018  |
| 3  | Contrapasso              | Contrappasso              | 11 ottobre 2017   | 25 febbraio 2018  |
| 4  | No Good Reason           | Senza valide ragioni      | 18 ottobre 2017   | 4 marzo 2018      |
| 5  | Complicated              | Complicato                | 25 ottobre 2017   | 11 marzo 2018     |
| 6  | Unintended Consequences  | Effetti collaterali       | 8 novembre 2017   | 18 marzo 2018     |
| 7  | Something Happened       | Qualcosa è successo       | 29 novembre 2017  | 25 marzo 2018     |
| 8  | Intent                   | Intenzione                | 6 dicembre 2017   | 1º aprile 2018    |
| 9  | Gone Baby Gone           | Vai, bimbo, vai           | 3 gennaio 2018    | 8 aprile 2018     |
| 10 | Pathological             | Patologico                | 10 gennaio 2018   | 15 aprile 2018    |
| 11 | Flight Risk              | Volo a rischio            | 17 gennaio 2018   | 12 agosto 2018    |
| 12 | Info Wars                | Guerra di informazioni    | 31 gennaio 2018   | 19 agosto 2018    |
| 13 | The Undiscovered Country | Terra inesplorata         | 7 febbraio 2018   | 26 agosto 2018    |
| 14 | Chasing Demons           | Caccia ai demoni          | 28 febbraio 2018  | 2 settembre 2018  |
| 15 | In Loco Parentis         | Giustizia scolastica      | 7 marzo 2018      | 9 settembre 2018  |
| 16 | Dare                     | Una vita per un'altra     | 14 marzo 2018     | 16 settembre 2018 |
| 17 | Send in the Clowns       | Che entrino i pagliacci   | 21 marzo 2018     | 23 settembre 2018 |
| 18 | Service                  | Spirito di servizio       | 11 aprile 2018    | 30 settembre 2018 |
| 19 | Sunk Cost Fallacy        | Costi sommersi            | 18 aprile 2018    | 7 ottobre 2018    |
| 20 | The Book of Esther       | Il libro di Esther        | 2 maggio 2018     | 14 ottobre 2018   |
| 21 | Guardian                 | Il tutore                 | 9 maggio 2018     | 21 ottobre 2018   |
| 22 | Mama                     | Mamma                     | 16 maggio 2018    | 28 ottobre 2018   |
| 23 | Remember Me              | Ricordati di me (1)       | 23 maggio 2018    | 4 novembre 2018   |
| 24 | Remember Me Too          | Ricordati anche di me (2) | 23 maggio 2018    | 11 novembre 2018  |

## Pesca grossa
- Titolo originale: Gone Fishin
- Diretto da: Alex Chapple
- Scritto da: Michael S. Chernuchin

### Trama
Fin scopre che Byron Marks, un vecchio ricercato per stupro multiplo avvenuto qualche anno prima, si nasconde all'estero, tramite una ricerca sul web riguardante la musica che il latitante segue, e riesce a catturare il fuggitivo a L'Avana, Cuba. Il metodo di cattura è però molto sopra le righe, poiché il latitante viene semplicemente sequestrato e tenuto prigioniero su un furgone che lo porta negli Stati Uniti, all'insaputa delle forze dell'ordine, sia cubane che statunitensi. Pur essendo chiaramente colpevole e latitante, il caso, pur in mano all'accusa del viceprocuratore Barba, è messo in pericolo perché l'arresto non sembra legittimo, ma effettuato con metodi tutt'altro che ortodossi. Quando lo stupratore sembra quasi averla fatta franca, mentre è assegnato alla custodia del suo avvocato difensore Randy Dworkin, il criminale decide di recarsi a casa di una sua ex vittima, Karla Wyatt, che è adesso una testimone chiave nel suo processo, per convincerla a non testimoniare. Karla Wyatt prende però in mano la situazione, e decide di farsi giustizia da sola, mettendo Olivia, che è presente in quel momento, in una situazione molto difficile. Inoltre la detective viene messa anche sotto esame dalla procura a causa di un piccolo incidente con Noah, che sembra rivoltarsi contro di lei, e, proprio in questa occasione, ricompare nella sua vita, dopo anni, anche il suo ex collega, il detective Brian Cassidy.
- Guest star: Dean Winters (detective Brian Cassidy), Peter Jacobson (avvocato Randy Dworkin), Will Chase (latitante Byron Marks), Amy Smart (vittima Karla Wyatt).
- Nota: nell'episodio viene citato un celebre caso giuridico, "Gli Stati Uniti contro Toscanino", del 1974.

## Musica d'atmosfera
- Titolo originale: Mood
- Diretto da: Michael Pressman
- Scritto da: Allison Intrieri

### Trama
L'Unità vittime speciali deve indagare su una serie di stupri che hanno in comune la musica d'atmosfera in cui vengono compiuti. Intanto Benson passa all'offensiva quando scopre chi ha fatto aprire l'indagine su di lei.

## Contrappasso
- Titolo originale: Contrappasso
- Diretto da: Jean de Segonzac
- Scritto da: Richard Sweren

### Trama
Un uomo viene trovato castrato in una camera d'albergo, e la squadra individua tre donne come sospettate, tra le quali una che ha chiamato i soccorsi. Tanti anni prima, nel 1995, l'uomo lavorava come professore di letteratura e si scopre che le tre donne sono tutte sue ex studentesse. Intanto l'avvocato Langan ha delle notizie devastanti per Benson e si fa avanti la nonna materna biologica di Noah, chiedendo l'annullamento dell'adozione.
- Guest star: Peter Hermann (avvocato Trevor Langan), Bisserat Tseggai (Lyla Mazzilli).

## Senza valide ragioni
- Titolo originale: No Good Reason
- Diretto da: Martha Mitchell
- Scritto da: Julie Martin, Brianna Yellen

### Trama
Mandy è una ragazza molto popolare sui social network, ma un giorno viene violentata e nessuno le crede. In seguito diviene anche vittima di cyberbullismo e scompare, la squadra la cerca disperatamente.
- Guest star: Brighton Sharbino (Mandy Fowler), Colton Ryan (Andrew Drake).

## Complicato
- Titolo originale: Complicated
- Diretto da: Tricia Brock
- Scritto da: Céline C. Robinson

### Trama
Una ragazza viene trovata a Central Park, questo riapre un caso di 10 anni prima che però non sembra così chiaro. Emma è infatti stata rapita nel 2007 e solo adesso è riuscita a liberarsi, cercando di ricostruire le ultime mosse del rapitore l'Unità Vittime Speciali trova infatti delle incongruenze ed interrogando lei e suo fratello Glenn viere fuori una verità inconfessabile. Intanto Olivia Benson e la nonna di Noah chiariscono le loro posizioni e si rivolgono al tribunale della famiglia per l'affidamento del piccolo.
- Guest star: Brooke Shields (Sheila Porter), Jayne Houndyshell (giudice Ruth Linden), Isiah Thomas (se stesso), Peter Hermann (avvocato Trevor Langan), Mike Faist (Glenn Lawrence).

## Effetti collaterali
- Titolo originale: Unintended Consequences
- Diretto da: Jonathan Herron
- Scritto da: Elizabeth Rineheart

### Trama
Natalie Curtis, viene all'improvviso aggredita nella sua camera da sconosciuti, e poco dopo qualcuno chiama la polizia perché la vede stesa a terra per strada. Le indagini fanno emergere che si tratta di una ragazza quindicenne ricoverata al Lux Residential Treatment Center, un centro di recupero femminile per tossicodipendenti , viene trovata morta, le analisi fanno emergere che è stata stuprata, ma che il decesso è dovuto all'uso di eroina di pessima qualità. La squadra riesce ad individuare Ronnie, lo spacciatore che gliela ha venduta, è estraneo allo stupro. Infatti il DNA dello stupratore coincide con quello di chi l'ha messa incinta sei mesi prima, quindi i detective sono convinti che non possa essere uno stupratore casuale ma qualcuno che lavora nel centro di riabilitazione. Rollins va sotto copertura per capire come funzionano le cose all'interno del centro. Si scoprirà che in realtà è opera del direttore del centro che fa stuprare le ragazze ricoverate dal personale per provocare loro degli shock tali per farle ricadere nel vizio della droga e continuare a ottenere soldi dalle famiglie inconsapevoli dell'accaduto. L'unica non compromessa nel centro è la psicologa, che non era a conoscenza dell'accaduto, e Amanda né diventa amica e la convince ad aiutarla a mandare dentro i criminali. Quando la squadra riesce a ottenere le prove per arrestare il direttore ed i suoi complici Amanda trova l'uomo morto ucciso dalla psicologa con un'iniezione letale per punirlo della sua malvagità e successivamente si lascia arrestare. Nel frattempo Olivia Benson cerca di superare i problemi di fiducia con Sheila, una figura inaspettata nella sua vita.
- Guest star: Liv Kirby (vittima Natalie Curtis) non accreditata, Christiane Noll (Sarah Curtis), Brooke Shields (Sheila Porter), Peter Scolari (dottor. Dennis Barkley), Annie Corley (Rosemary Taylor).
- Citazioni: "Cos'è questo casino? C'è la festa nazionale della Narcotici e nessuno mi ha invitato?" (Fin Tutuola, appena entrato al Dipartimento Narcotici)
- Citazioni: "Lux non sta per lusso, è latino, vuol dire luce. Aiutiamo le ragazze che vagano a tentoni nel buio a rivedere la luce del sole" (dottor. Dennis Barkley)

## Qualcosa è successo
- Titolo originale: Something Happened
- Diretto da: Alex Chapple
- Scritto da: Michael S. Chernuchin

### Trama
Per fare ricordare ad una vittima una notte per lei terribile, Benson deve svelare dei segreti del suo passato.
- Guest star: Chris Cafero (James), Melora Walters (Laurel Linwood), Joanna Going (Leah Linwood), Crystal T. Johnson (Meg).

## Intenzione
- Titolo originale: Intent
- Diretto da: Adam Bernstein
- Scritto da: Lawrence Kaplow, Robert Brooks Cohen

### Trama
Katy Una nota influencer chatta online con Andy McPherson, un lottatore professionista detto The Monster, e dopo uno scambio di messaggi molto provocatori si conoscono di persona e viene violentata. Mentre lui insiste che ci sia stato il consenso nei messaggi la vittima nega di averci mai chattato in modo equivoco. In seguito l'influencer scambia altri messaggi con un famoso avvocato di New York che le da dei consigli, ma quando l'Unità Vittime Speciali si reca al suo studio per indagare l'avvocato nega di aver mai scambiato messaggi con la vittima. Anche una comunicazione da parte di uno sponsor per una pubblicità si rivela del tutto inesistente, qualcuno deve essersi inserito nella comunicazioni della ragazza, in entrata ed in uscita. La squadra deve quindi indagare su un'enorme bufala, che ha portato allo stupro, basata su false identità. Le indagini portano ad una terza persona, Heather Parcell, che, tramite hackeraggio delle comunicazioni, si è finta ogni volta qualcuno di diverso causando una catena di eventi collegati. Barba vuoIe quindi incriminarla di stupro per procura, poiché il lottatore ha agito convinto di avere il consenso, dato nei messaggi precedenti. Intanto anche sul fronte personale della squadra ci sono diverse novità, tra Carisi e Rolling sta nascendo un sentimento, che si manifesta durante la missione in esterna, ma un comportamento promiscuo della poliziotta raffredda il detective. Olivia Benson nel frattempo impone delle regole e dei limiti a Sheila, poiché ha parlato della madre biologica al bimbo, che durante gli acquisti in un negozio con la nonna scompare misteriosamente.
- Guest star: Ryan Buggle (Noah Porter-Benson), Brooke Shields (Sheila Porter), James Iglehart (manager Shawn Tompkins), Gage Golightly (influencer Katy Miller), Steve Howey (Andy McPherson "The Monster"), Tenea Intriago (hacker Heather Parcell).
- Citazioni: "Dammi diecimila dollari o dirò che mi hai stuprata!" (SMS inviato da Katy a The Monster)

## Vai, bimbo, vai
- Titolo originale: Gone Baby Gone
- Diretto da: Jean de Segonzac
- Scritto da: Lawrence Kaplow, Elizabeth Rineheart

### Trama
Dopo che Noah scompare, la squadra lo cerca freneticamente. Nel frattempo Benson prova a capire che cosa è accaduto con Sheila. Olivia scoprirà che in realtà la vera mente dietro la scomparsa di Noah non è altri che Sheila stessa che ha fatto rapire il nipote per poterlo portare via con sé, volendo rifarsi con lui per aver perso la figlia. Olivia riesce a rintracciarla in un cottage, ma una volta entrata viene aggredita da Sheila che gli punta contro una pistola ordinandole di andare via. Olivia tenta di farla ragionare spiegandogli che Noah non è suo figlio e non può strapparlo alla sua vita e che lei è l'unica madre che conosce. Sheila, non volendo sentire ragioni, arriva a dire a Olivia di scegliersi un altro bambino al posto di Noah, cosa che Olivia rifiuta di fare. Prima che la situazione possa precipitare, Noah, svegliatosi a causa del trambusto, raggiunge le due donne e Olivia coglie l'occasione per mandare il figlio fuori dal cottage e disarmare Sheila che ha un crollo psicologico totale mentre cade in lacrime per non aver potuto tenere il bambino con sé. Sheila viene infine arrestata mentre Olivia e Noah tornano a casa insieme.
- Guest star: Collin Meath (Brad), Frank Pando (Juan Ortoli), Domenica Feraud (Maria Ortoli), Peter Gallagher (William Dodds), Brooke Shields (Sheila Porter), Maureen Mueller (Susan Janet), Lawrence Clayton (Matt Wyatt), Charlotte Cabell & Vivian Cabell (Jesse Rollins).

## Patologico
- Titolo originale: Pathological
- Diretto da: Jono Oliver
- Scritto da: Brianna Yellen

### Trama
Mariel è una ragazza quindicenne con diversi problemi fisici, che tra le altre cose non riesce a camminare, ricoverata in una struttura per disabili, che prova dei sentimenti per Cody, un ragazzo ricoverato nello stesso posto. I due sono appassionati del film La Sirenetta, e pensano che Mariel sia in qualche modo simile a lei. Un giorno i due vengono trovati a terra in una stanza chiusa mentre stanno facendo l'amore, e subito sua madre grida allo stupro. La squadra indaga quindi su questo abuso avvenuto in una scuola per ragazzi disabili ma, scavando più a fondo, giungono a delle verità nascoste. La madre ha dei segreti inconfessabili, e di fatto problemi mentali che stanno danneggiando la figlia, e manifesta chiaramente la Sindrome di Munchausen per procura, una patologia davvero grave, secondo Barba. La donna è infatti arrivata a somministrare terapie superflue alla giovane figlia, facendola col tempo ammalare davvero. La ragazza viene quindi curata con i farmaci giusti e, pian piano, riacquista la sua normalità fisica, e la sua vendetta sarà davvero terribile, anche se il padre, separato da tempo dalla ex moglie pazza, la sostiene in pieno. Come consulente nel processo viene sentita una vecchia conoscenza della squadra, la dottoressa Melinda Warner. Nel frattempo, Olivia Benson si prende un periodo di riposo dal lavoro per stare con Noah e sistemare il suo complesso rapporto con lui.
- Guest star: Jenna Stern (giudice Elana Barth), Erin Wilhelmi (Mariel McLaughlin), Dendrie Taylor (Dawn McLaughlin), Conor Tague (Cody Hill), George Sheffey (Lou McLaughlin), Tamara Tunie (dottoressa Melinda Warner), Carolyn McCormick (dottoressa Elizabeth Olivet), Charlotte Cabell & Vivian Cabell (Jesse Rollins).
- Citazioni: "mia madre mi diceva che ero troppo malata per avere un fidanzato, e per sposarmi. Mia madre era come Ursula, era malvagia!" (Mariel McLaughlin al processo)

## Volo a rischio
- Titolo originale: Flight Risk
- Diretto da: Michael Pressman
- Scritto da: Julie Martin, Allison Intrieri

### Trama
Un aereo viene dirottato dalla stessa pilota che afferma di essere stata abusata dal suo datore di lavoro. Il viceprocuratore Barba porta il caso davanti al gran giurì. Intanto Fin copre le spalle a Benson, che sta rischiando il posto per quello che è accaduto a Noah.
- Guest star: Martin Donovan (capitano Logan Carter), Roxanna Hope Radja (dottoressa Alexis Sidnana), Anastasia Barzee (Jeanne Howell), Peter Gallagher (William Dodds), Sonia Manzano (giudice Gloria Pepitone), Yasmine Al Massri (primo ufficiale Tara Sidnana), Ned Eisenberg (Roger Kressler).

## Guerra di informazioni
- Titolo originale: Info Wars
- Diretto da: Michael Slovis
- Scritto da: Richard Sweren, Robert Brooks Cohen

### Trama
Martha Cobb è un scrittrice molto affermata, che si sta imponendo come personaggio politico rappresentante dei conservatori Repubblicani, con idee particolarmente estremiste, che spesso espone nei suoi libri. La donna viene aggredita durante un comizio pubblico, organizzato come scusa per pubblicizzare il libro, dove si scontrano tra loro sostenitori della destra repubblicana e persone di sinistra che protestano contro le sue ideologie. La squadra deve indagare a fondo, pur non approvando le ideologie della donna, perché si tratta pur sempre di una vittima di stupro. Le indagini inizialmente si concentrano sul barista Justin Vichinsky, uno degli oppositori presenti al comizio, anche se, da successivi indizi, esce fuori un altro personaggio, Randy Platt, che è invece un fervente sostenitore della donna, e pare averle fatto persino delle avance la sera prima dello stupro. Un testimone chiave, che si trasforma in possibile secondo aggressore, quindi. A quel punto entrambi i sospettati sono sentiti durante il processo, ma non si riesce ad arrivare alla verità, visto soprattutto che la scrittrice cerca di utilizzare lo stupro per spingere le vendite del libro, e pare mentire su molte cose, o perlomeno avere una confusione in testa molto forte. il procuratore Rafael Barba vede vacillare i suoi principi morali, e ritiene che sia davvero impossibile stabilire la verità, decidendo quindi di comune accordo con l'avvocato della difesa di archiviare l'indagine. La scrittrice, ferma sulle sue idee estremiste e razziste non è in grado di ragionare lucidamente, e resta quindi con un nulla di fatto. 
- Guest star: Rhea Seehorn (scrittrice Martha Cobb), Kurt Fuller (avvocato Jed Karey), Jonathan Judge-Russo (estremista Randy Platt), Lee Roy Rogers (Selma Platt), Tuck Sweeney (Henry Anderson), Adam Zastrow (barista Justin Vichinsky).
- Nell'episodio della serie TV viene mostrato il tipico cappello dei sostenitori di Donald Trump, con lo slogan "Make America Great Again". La frase in realtà non è stata creata dal tycoon, ma da un altro politico degli anni ottanta, Ronald Reagan, quarantesimo presidente degli Stati Uniti, ed in seguito rilanciata.
- Citazioni: "che cosa vende ai suoi lettori, signorina Martha Cobb, idee o il suo lato B?" (avvocato Jed Karey)

## Terra inesplorata
- Titolo originale: The Undiscovered Country
- Diretto da: Alex Chapple
- Scritto da: Michael S. Chernuchin

### Trama
Aaron Householder rapisce il proprio bambino di dieci mesi. Quando il tenente Benson riesce a conquistarsi la sua fiducia e ad entrare nella casa dove l'uomo si è rifugiato, scopre che il piccolo soffre di una malattia genetica rara. Il viceprocuratore Barba compie un'azione che ha delle conseguenze pesantissime per lui e per l'intera procura distrettuale. Il caso verrà seguito dal viceprocuratore speciale Peter Stone in trasferta da Chicago. Barba affronta un dilemma morale molto forte, che avrà conseguenze molto importanti sulla sua vita privata e professionale.
- Guest star: Philip Winchester (viceprocuratore Peter Stone), Sam Waterston (Jack McCoy), Peter Jacobson (Randolph J. Dworkin), Abigail Hawk (Maggie Householder).
- Curiosità: Questo è l'ultimo episodio di questa stagione in cui appare il viceprocuratore Rafael Barba, interpretato da Raúl Esparza. Il personaggio di Peter Stone proviene dalla serie televisiva Chicago Justice e dopo la cancellazione della serie entra nel cast come personaggio principale, sostituendo Barba.

## Caccia ai demoni
- Titolo originale: Chasing Demons
- Diretto da: Fred Berner
- Scritto da: Richard Sweren, Allison Intrieri

### Trama
Un caso contro un medico, del nuovo viceprocuratore Peter Stone, viene messo a repentaglio quando Brian Cassidy, ora detective della procura, perde le staffe sul banco dei testimoni. Poco dopo il medico accusato viene trovato morto e Cassidy chiede aiuto a Benson. 
- Guest star: Dean Winters (detective Brian Cassidy).

## Giustizia scolastica
- Titolo originale: In Loco Parentis
- Diretto da: Norberto Barba
- Scritto da: Michael S. Chernuchin, Julie Martin

### Trama
Mia, la nipote di Carisi, denuncia di essere stata violentata al college da uno studente di nome Eli. Il ragazzo non viene processato per insufficienza di prove, ma viene espulso dall'università. A questo punto, Mia confida a suo zio che in realtà Eli non l'ha stuprata, ma che presa dall'agitazione non era stata in grado di spiegare la situazione alla guardia del campus, che aveva chiamato la polizia dando il via al caso. Carisi si arrabbia con sua nipote e la spinge a chiarire le cose con Eli. Poco dopo la polizia del campus contatta Carisi: Mia è stata violentata. Carisi si precipita da sua nipote che gli spiega che ha invitato Eli in camera sua e si è scusata con lui per l'espulsione, ma il ragazzo si è infuriato e l'ha stuprata davvero.
Carisi dice a Mia che ora il processo avverrà e che l'unico modo di cavarsela è mentire: non diranno alla giuria che il primo stupro è falso in modo che Eli sia condannato.
Durante il processo, quando Mia si trova al banco dei testimoni, l'avvocato difensore di Eli accusa apertamente Mia di aver invitato Eli in camera sua per fare sesso con lui, incastrarlo per stupro e farlo condannare, ma Mia nega. Quando invece tocca a Carisi testimoniare, questo non riesce a reggere le domande pressanti dell'avvocato difensore finendo per affermare che il primo stupro non c'è stato.
Al termine dell'udienza, Benson convoca Carisi nel suo ufficio e lo rimprovera duramente per non aver detto nulla. Durante l'udienza successiva, il viceprocuratore Stone interroga Eli sul banco dei testimoni; il ragazzo afferma che la sera in cui Mia lo ha invitato in camera sua, lui e Mia hanno avuto un rapporto consensuale, aggiungendo che l'università non aveva il diritto di espellerlo senza prove. Stone si mostra solidale con lui, dicendogli che ha tutto il diritto di essere arrabbiato per la situazione ed Eli rincara la dose, dicendo che ha ragione, ma che ormai sarà per sempre considerato uno stupratore e quindi tanto valeva violentare Mia per fargliela pagare, contraddicendo la sua versione e ammettendo implicitamente di aver stuprato la ragazza.
Il ragazzo viene giudicato colpevole e condannato a sette anni di reclusione.
- Guest star: Sam Vartholomeos (Eli Hartley), Susie Essman (Arlene Heller), Rachel Bay Jones (Teresa Carisi).

## Una vita per un'altra
- Titolo originale: Dare
- Diretto da: Christopher Misiano
- Scritto da: Richard Sweren, Céline C. Robinson

### Trama
La morte accidentale di una ragazzina di nome Zoe diventa un caso penale quando la dottoressa Francella , che l'ha operata, ha prelevato i suoi organi senza il consenso dei genitori. Nel frattempo Benson deve fare una scelta cruciale: permettere che il cuore di Zoe sia trapiantato a un malato terminale di cuore oppure no. Benson si appella ai genitori di Zoe che rifiutano di autorizzare il trapianto, così Benson, con riluttanza, blocca il trasferimento del cuore. Benson si chiede come sia possibile che un cuore venga trapiantato senza consenso, così l'Unità vittime speciali si rivolge alla Rete donazioni organi chiedendo spiegazioni. La Rete consegna ai poliziotti il modulo di consenso al prelievo degli organi di Zoe, firmato dai suoi genitori. L'Unità chiede alla Rete tutti gli altri moduli di consenso inviati dalla dottoressa Francella, scoprendo così che oltre a quello di Zoe altri 31 moduli inviati dalla dottoressa hanno la stessa calligrafia. Sotto interrogatorio dei poliziotti, la dottoressa ammette di aver prelevato senza consenso gli organi di Zoe e di altri bambini deceduti per salvare la vita di altri bambini.
Su consiglio di Stone, i genitori di Zoe denunciano la dottoressa Francella per contraffazione.
Il processo ha inizio: l'avvocato difensore e la dottoressa puntano sulla necessità di salvare vite umane e portano Henry, il bambino malato che doveva ricevere il cuore, sul banco dei testimoni a raccontare le sue condizioni di salute.
Alla fine dell'udienza, il padre di Zoe si scusa con Henry e i suoi genitori per non aver acconsentito al trapianto.
Nel frattempo, l'Unità vittime speciali scopre nuove informazioni sulla dottoressa Francella che Stone rivela pubblicamente nell'udienza successiva: la dottoressa aveva un figlio, Benjamin, che è morto per una malattia congenita al cuore, curabile solo grazie a un trapianto che non arrivò mai.
Stone prosegue dicendo che da allora la dottoressa ha iniziato a infrangere la legge e che non si impegnava adeguatamente nell'operare i suoi pazienti vittime di incidenti, come Zoe, allo scopo di inviare più organi possibili alla Rete. La dottoressa nega categoricamente e Stone le chiede: "Se ci fosse stato Benjamin al posto di Zoe lo avrebbe operato con lo stesso impegno e avrebbe prelevato i suoi organi una volta morto?" A questa domanda la donna tace, dando l'impressione che non l'avrebbe mai fatto.
La giuria giudica la donna colpevole. Successivamente in ufficio, gli agenti e il viceprocuratore Stone discutono della causa. Mentre Benson, Carisi e Fin pensano che la sentenza sia stata troppo dura, Stone afferma invece che la dottoressa ha infranto la legge ed è stata punita per dare un esempio a quei medici che si credono superiori a tutto. Poco dopo entra Rollins informando tutti che il piccolo Henry è deceduto un'ora fa per complicazioni dovute alla sua malattia cardiaca.
- Guest star: Janel Moloney (dottoressa Franchella), Callie Thorne (Nikki Staines).

## Che entrino i pagliacci
- Titolo originale: Send in the Clowns
- Diretto da: Alex Chapple
- Scritto da: Julie Martin, Brianna Yellen

### Trama
Una ragazza in gita a New York scompare dopo essere andata in discoteca, la squadra deve indagare partendo da un video con un uomo mascherato da clown.
- Guest star: Amy Korb (Pamela Stone), Will Sasso (Chris Sadler), Wendy Hoopes (Anna Sadler), Erik Jensen (James Turner), Eric Tabach (Vincent Drago), Ernest Waddel (Ken Randall), Migs Govea (Alejandro Pavel).

## Spirito di servizio
- Titolo originale: Service
- Diretto da: Fred Berner
- Scritto da: Lawrence Kaplow, Céline C. Robinson

### Trama
La squadra si trova costretta a scavalcare la giustizia militare quando una prostituta, Sandy "Sky" Ksenivch, afferma che è stata stuprata e picchiata da dei soldati. 
- Guest star: Morgan Taylor Campbell (Sandy 'Sky' Ksenivch), Timothy Adams (sergente Tyler Jones), Marquise Vilsón (Jim Preston), Jack DiFalco (William 'Billy' Shaughnessy).

## Costi sommersi
- Titolo originale: Sunk Cost Fallacy
- Diretto da: Michael Pressman
- Scritto da: Michael S. Chernuchin, Allison Intrieri

### Trama
Quando una moglie e una figlia scompaiono in seguito ad una telefonata la squadra indaga per scoprire cosa è successo. Il caso condurrà ad una vecchia conoscenza di Benson, l'ex-viceprocuratore Alexandra Cabot, che sembra coinvolta.
- Guest star: Stephanie March (Alexandra Cabot), Scott Porter (Nick Hunter), Sarah Wilson (Jules Hunter), Richard Kind (avvocato Biegel Griffin Kimbell), Brian Keane (dottore di Pamela), Amy Korb (Pamela Stone).

## Il libro di Esther
- Titolo originale: The Book of Esther
- Diretto da: Jean de Segonzac
- Scritto da: Richard Sweren, Ryan Causey

### Trama
Rollins viene chiamata per salvare una ragazza "adolescente" di nome Esther. Il padre viene a prenderla alla centrale di polizia e rivela che Esther ha in realtà ventisette anni. L'Unità vittime speciali scopre presto che il padre è un fanatico religioso che incatena i suoi figli in uno scantinato e li fa morire di fame. Rollins si avvicina molto alla ragazza e le promette che otterrà giustizia per lei e la terrà al sicuro dal padre violento. Ben presto, però, il caso diventa estremamente pericoloso quando il padre ordina a Rollins di uscire di casa sotto la minaccia delle armi. Alla fine, uno stallo finisce in un tragico incidente da parte di Rollins e la traumatizza.
- Guest star: Rebekah Kennedy (Esther Labott), Ray McKinnon (William Labott).

## Il tutore
- Titolo originale: Guardian
- Diretto da: Stephanie A. Marquardt
- Scritto da: Julie Martin, Matt Klypka

### Trama
Fin indaga su una denuncia fatta dal fratello della vittima che afferma che la sorella è stata violentata. La squadra scopre presto che la ragazza è stata brutalmente violentata da tre giovani uomini. Gli investigatori li arrestano, ma il caso prende una strana piega quando gli uomini affermano di aver pagato per fare sesso con la donna e che suo fratello è il suo protettore. La squadra scopre che il fratello della donna è il suo tutore mentre la madre è in prigione e diventa chiaro che il fratello è un uomo violento. Tutuola prende a cuore il caso e ne rimane coinvolto mentre cerca di proteggere la donna dal fratello e dai tre giovani, mentre Stone porta il caso in tribunale.
- Guest star: Rachel Naomi Hilson (Tiana Williams), Rotimi (Malik Williams).

## Mamma
- Titolo originale: Mama
- Diretto da: Jean de Segonzac
- Scritto da: Lawrence Kaplow, Elizabeth Rineheart

### Trama
Un'anziana signora, affetta da Alzheimer, afferma di essere stata stuprata. La squadra stenta a crederci a causa delle condizioni della donna ma, dopo aver indagato, arrivano a collegare diversi casi. Nel frattempo il detective Odafin "Fin" Tutuola viene ufficialmente promosso a sergente.
- Guest star: Fionnula Flanagan (Madeline 'Maddie' Thomas).

## Ricordati di me (1)
- Titolo originale: Remember me
- Diretto da: Alex Chapple
- Scritto da: Michael S. Chernuchin, Julie Martin

### Trama
L'Unità vittime speciali viene chiamata dopo che una donna ha preso in ostaggio un uomo, l'avvenimento viene trasmesso in diretta streaming su un telefonino all'insaputa della donna. Mentre la polizia cerca la donna e l'uomo, che viene identificato come Miguel Lopez, Benson entra nell'appartamento in cui si trovano i due e viene lei stessa presa in ostaggio. Benson diventa quindi un testimone dello svolgersi degli eventi. La situazione prende una svolta, quando Benson scopre che l'uomo trattenuto era in realtà un feroce magnaccia che ha rapito la donna cinque anni fa e l'ha tenuta prigioniera, stuprandola ripetutamente. Poiché lo stallo degli ostaggi diventa sempre più pericoloso, Benson cerca di fermarlo prima che si perdano vite umane. 
- Guest star: Kelly Deadmon (Stephanie Buckley), Katya Stepanov (Ingrid), Gary Perez (Jorge Diaz), Carlos Miranda (Miguel Lopez), Genesis Rodriguez (Lourdes Vega), Eddie Hargitay (ufficiale Montero), Chris Beetem (Alan Buckley).

- Questo episodio è la prima parte di una storia in due puntate che termina con Ricordati anche di me, l'episodio successivo;

## Ricordati anche di me (2)
- Titolo originale: Remember Me Too
- Diretto da: Alex Chapple
- Scritto da: Michael S. Chernuchin, Julie Martin

### Trama
Quando la situazione si risolve, l'Unità vittime speciali indaga sulla catena di eventi che ha portato allo stallo degli ostaggi. Dopo che gli investigatori iniziano a dubitare sia della versione di Miguel Lopez che di quella della donna, una rete criminale estremamente pericolosa viene scoperta dall'Unità vittime speciali che è pronta a fare tutto il necessario per la giustizia. Durante le indagini, la sorella di Stone viene rapita dalla rete criminale in una sparatoria estremamente brutale dall'ospedale psichiatrico in cui vive. Gli investigatori la cercano freneticamente con un epilogo tragico per Stone, sua sorella e gli investigatori coinvolti.
- Guest star: Jackson Mercado (Efrain Hernandez), Carlos Miranda (Miguel Lopez), Carolyn McCormick (dottoressa Elizabeth Olivet), Genesis Rodriguez (Lourdes Vega), Amy Korb (Pamela Stone), Eddie Hargitay (ufficiale Montero), Raquel Dominguez (Maria Luna), Chris Beetem (Alan Buckley), Roberto Sanchez (Diego Diaz), Kelly Deadmon (Stephanie Buckley), Benito Martinez (Santino Rojas).

- Questo episodio è la seconda parte di una storia in due puntate che inizia con Ricordati di me, l'episodio precedente;